# Poá
Poá là một đô thị tại bang São Paulo, Brasil. Đô thị này có diện tích 17 km², trong đó có 14 km² là diện tích đô thị; dân số năm 2003 là 101.808 người, mật độ dân số 5989 người/km². Đây là một đô thị thành phần của vùng đô thị São Paulo. Đô thị này cách thủ phủ bang São Paulo 28 km, nằm ở độ cao 832 m. Khí hậu ở đây bán nhiệt đới. Theo thống kê năm 2000, đô thị này có chỉ số phát triển con người 0,806, tỷ lệ biết đọc biết viết là 94,31. 

### Thông tin nhân khẩu
- Diện tích đô thị: 14 km²
- Diện tích nông thôn: 3 km²
- Tỷ lệ tử vong trẻ sơ sinh dưới 1 tuổi (trên một triệu người): 14,0
- Tuổi thọ bình quân (tuổi): 71,06
- Tỷ lệ sinh (số trẻ trên mỗi bà mẹ): 2,25
- Tỷ lệ biết đọc biết viết: 94,31%
- Chỉ số phát triển con người: 0,806
- Chỉ số phát triển con người - Thu nhập: 0,726
- Chỉ số phát triển con người - Tuổi thọ: 0,768
- Chỉ số phát triển con người - Giáo dục: 0,925
- IDH-M Desenvolvimento infantil[2]: 0,821

(Nguồn: IPEADATA)

### Cự ly
- Cách Mogi das Cruzes 15 km
- Cách thủ phủ São Paulo 30 km.

### Sông ngòi

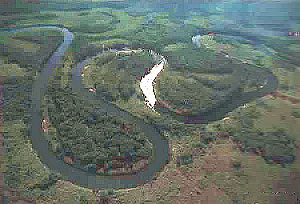
Sông Tietê

- Sông Tietê
- Sông Guaió
- Córrego Itaim
- Córrego Paredão
- Córrego Martinelli
- Córrego Campo Grande

## Các đô thị giáp ranh
Đô thị này giáp các đô thị sau:
|                | Bắc: Itaquaquecetuba       |              |
| Tây: São Paulo | Poá                        | Đông: Suzano |
|                | Nam: Ferraz de Vasconcelos |              |